# August Blom
August Blom (Copenaghen, 26 dicembre 1869 – Copenaghen, 10 gennaio 1947) è stato un regista e attore danese attivo all'epoca del muto, uno dei protagonisti della scena cinematografica in Danimarca nel periodo di massimo splendore del cinema danese.

## Filmografia
Secondo IMDb, la filmografia è completa.

### Regista
- Den hvide slavehandel (1910)
- Robinson Crusoe - cortometraggio (1910)
- L'invenzione fatale (Den Skæbnesvangre opfindelse) - cortometraggio (1910)
- Den dødes Halsbaand - cortometraggio (1910)
- Livets storme - cortometraggio (1910)
- Spionen fra Tokio - cortometraggio (1910)
- Elskovsbarnet - cortometraggio (1910)
- Den hvide Slavehandels sidste Offer (1911)
- Hamlet - cortometraggio (1911)
- Ved fængslets port - mediometraggio (1911)
- Jagten paa Gentleman-Røveren Singaree - cortometraggio (1911)
- Età pericolosa (Den farlige Alder) - cortometraggio (1911)
- Privatsekretæren (1911)
- Spøgelset i gravkælderen - cortometraggio (1911)
- Vildledt Elskov - cortometraggio (1911)
- Lezione (En lektion) - cortometraggio
- Ekspeditricen (1911)
- Gadeoriginalen - cortometraggio (1911)
- Spaakonens Datter - cortometraggio (1911)
- Hendes Ære - cortometraggio
- Vittima dei Mormoni (Mormonens offer) - cortometraggio (1911)
- Det bødes der for - cortometraggio
- Sangue boemo (Gøglerblod) (1911)[2] - cortometraggio (1911)
- Herr Storms første monocle - cortometraggio (1911)
- Balletdanserinden - mediometraggio (1911)
- Kærlighedens Styrke - cortometraggio (1911)
- Det mørke punkt - cortometraggio (1911)
- Ungdommens Ret (1911)
- Midsummer Tide (1911)

- Direktørens Datter - cortometraggio (1912)
- Den sande kærlighed - cortometraggio (1912)
- Den Undvegne - cortometraggio (1912)
- Tropisk kærlighed
- Livets Løgn
- Danza del vampiro (Vampyrdanserinden) (1912)
- I forzati 10 e 13 (Tugthusfangerne 10 og 13) (1912)

- Det gamle Købmandshus
- Dødens brud
- Eventyr paa fodrejsen - cortometraggio (1912)
- La sorte dell'inventore (En Opfinders Skæbne) - cortometraggio (1912)
- Dødsdrømmen - cortometraggio (1912)
- Brilliantstjernen
- Jernbanens datter
- For aabent Tæppe
- Den sorte kansler
- Onkel og Nevø
- Guvernørens datter
- Et hjerte af guld
- Kærlighed gør blind
- Damernes Blad
- Historien om en moder (1912)
- Lotta di cuori (Hjærternes kamp)
- Operabranden
- I tre camerati (De tre kammerater)
- Hans første Honorar

- Terza potenza (Den tredie magt) (1913)
- Hans vanskeligste Rolle
- Fødselsdagsgaven
- Hvem var Forbryderen?
- Pressens Magt
- Flugten gennem Luften
- Guldmønten (1913)
- Naar Fruen gaar paa Eventyr

- Maledizione (Forbandelsen) (1914)[2]
- Elskovs magt (1912)
- Rimorsi (Hvem var Forbryderen?) (1913)
- Pressens Magt - cortometraggio (1913)
- Fuga attraverso le nubi (Flugten gennem Luften) - cortometraggio (1913)
- Marengo o Moneta d'oro (Guldmønten) - cortometraggio (1913
- Borsa Pompadour (Naar Fruen gaar paa Eventyr) - cortometraggio (1913)
- Fem kopier - cortometraggio (1913)
- Trappola mancata (Højt spil) - cortometraggio (1913)
- La parte più difficile (Hans vanskeligste Rolle)
- Dyrekøbt Venskab
- En farlig Forbryder
- Felicità distrutta (Bristet Lykke)
- Felicità che uccide (Lykke Drøeberen)[2]
- Giocatori di coltello (Knivstikkeren)
- Troløs
- Atlantis (1913)
- Bytte Roller
- Intrigo amoroso (Elskovsleg)
- Intrigo alla Corte di X (En hofintrige) (1913)[2]
- Vaso cinese (Vasens Hemmelighed)
- Amor sublime (Af elskovs naade)
- Gran pranzo (Den store Middag)
- Ospite di un altro mondo (Tugthusfange No. 97)
- Le colpe dei padri (Fædrenes synd) - cortometraggio (1914)
- Ægteskab og Pigesjov
- Avventuriera (Eventyrersken)
- Et Læreaar
- Per l'amore della patria
- Il piccolo chauffeur (Den lille Chauffør)
- Revolutionsbryllup
- Truet lykke
- Syndens datter
- Il cuore di una madre (Den største Kærlighed)
- Kærlighedslængsel
- Verdens undergang (1916)
- Rovedderkoppen (1916)
- Lotteriseddel No. 22152
- Hjertestorme
- Syndig Kærlighed
- Figlio (Sønnen)
- Giftpilen
- Den mystiske selskabsdame
- En ensom Kvinde
- Kærligheds-Væddemaalet
- Magasinets Datter
- For Sit Lands Ære
- Gillekop
- Maharadjahens yndlingshustru II
- Grevindens ære
- Via Crucis
- Prometheus
- Præsten i Vejlby
- Hans Gode Genius
- Det store hjerte
- Den store Magt
- Hendes naade, dragonen

### Attore
- Museumsmysteriet - cortometraggio (1909)
- Madame Sans-Gêne, regia di Viggo Larsen - cortometraggio (1909)
- Dynamit
- En kvinde af folket, regia di Viggo Larsen - cortometraggio (1909)
- Droske 519, regia di Viggo Larsen - cortometraggio (1909)
- Grevinde X, regia di Viggo Larsen - cortometraggio (1909)
- Hævnen, regia di Albert Gnutzmann (1909)
- Barnet - cortometraggio (1909)
- Dr. Nikola I, regia di Viggo Larsen - cortometraggio (1909)
- Et budskab til Napoleon paa Elba, regia di Viggo Larsen - cortometraggio (1909)
- Dr. Nikola III, regia di Viggo Larsen - cortometraggio (1909)
- Matrimonio durante la rivoluzione (Revolutionsbryllup)
- Sølvdaasen
- Tyven
- Kean, regia di Holger Rasmussen - cortometraggio (1910)
- Elskovsbarnet, regia di August Blom - cortometraggio (1910)
- Forræderen
- L'invenzione fatale (Den Skæbnesvangre opfindelse) - cortometraggio (1910)
- Naar Hr. Bessermachen arbejder

### Produttore
- En moders kaerlighed
- Hans første Honorar

### Sceneggiatore
- L'invenzione fatale (Den Skæbnesvangre opfindelse), regia di August Blom - cortometraggio (1910)